# Производительность труда в России
Производительность труда в России является одним из самых дискуссионных аспектов экономики страны в силу её относительности. К примеру, по показателю производительности труда Россия является несомненным лидером среди стран Содружества независимых государств, но при этом она значительно отстаёт по данному показателю от ряда западных стран мира, а также некоторых восточноазиатских экономик.. По некоторым данным Россия по производительности труда отстает не только от США или Японии, но и от Польши, Турции и Казахстана.

## Производительность труда в Российской империи
Проблема относительности показателя производительности труда была актуальной ещё в дореволюционной России. Так, даже находясь на пике своего 
экономического могущества в 1913 году, Российская империя значительно отставала по своим показателям производительности труда от своих традиционных конкурентов: от США в 9 раз, от Англии — в 4,9 раза, от Германии — в 4,7 раза.. Наличие собственной валюты, а также протекционизм большого внутреннего рынка позволяли сглаживать негативные последствия отставания в производительности, чего не могли сделать Греция и Южная Италия, связанные единым валютным союзом до 1927 года.

## Советский период
О необходимости увеличения производительности труда открыто заговорили социалистические лидеры в 1919 году, в том числе В. И. Ленин. Существенные шаги для достижения этой цели предпринял И. В. Сталин. 
Благодаря реализации программы ГОЭЛРО была создана база для будущих успехов в индустриализации страны. В годы первой (1928-1932) и второй (1933-1937) пятилеток была выстроена мощная индустрия и осуществлено масштабное техническое перевооружение промышленности. Количество рабочих задействованных на предприятиях тяжелой промышленности за 20 лет (с 1917 по 1937 год) увеличилось в 3 раза, при этом мощность установленных на производствах двигателей за тот же период возросла с 2970 тыс. до 16750 тыс. л. с. – в 5,64 раза. 
«Коммунизм гигантскими темпами завершает реконструкцию. В состязании с нами большевики оказались победителями»,— отмечалось во французской газете «Тан». Английский журнал «Круглый стол» изумлялся успехам автомобильных гигантов Харькова и Сталинграда, восхищался грандиозными сталелитейными заводами Магнитогорска и Кузнецка. «Все это и другие промышленные достижения во всей стране свидетельствуют, что, каковы бы ни были трудности, советская промышленность, как хорошо орошаемое растение, растет и крепнет», – писали британцы.
За первые две пятилетки в СССР произошло настоящее экономическое чудо: почти в 7 раз выросли объемы выпущенной продукции, на 156% произошло увеличение выработки рабочих, на 355% возросли производственные мощности, а энерговооруженность труда повысилась на 150%. Подобные темпы роста производительности не имеют примеров в мировой истории.
В послевоенное время СССР за короткий период удается преодолеть последствия разрухи, и уже к 1960 году выйти на 3 место в мире по производительности труда, уступая по этому показателю лишь США и Франции. Однако затем темпы выработки стали снижаться. В результате неудачных реформ 1965 года темп роста производительности труда снизился с 8–10% в год до отрицательных значений.
Если с 1951 по 1960 год темпы прироста производительности труда в советской промышленности в среднем составляли 7,3% в год, то с 1961 по 1970 год они снизились до 5,6%. К 1975 году эти показатели хоть и возросли до 6%, но этого было недостаточно, что бы удержать 3-ю позицию, и страна опустилась сначала на 5, а затем и на 6 место. 
Расчеты советских экономистов показали, для того, чтобы к концу XX века достичь уровня мировых лидеров, СССР нужно было иметь среднегодовые темпы роста производительности труда 7–10%. Для нашей страны это были реальные цифры, так как некоторые производства демонстрировали куда более впечатляющие результаты. Однако достичь этого уровня не удалось. Экономист Геннадий Муравьев причину этого видит в различной энерговооруженности рабочих СССР и ведущих западных держав, а в качестве второго фактора он называет расстановку стимулов, которая в плановой советской экономике практически отсутствовала.
Так, в 1955 году производительность труда в промышленности СССР увеличилась по сравнению с 1940 годом почти в два раза. К 1989 году производительность труда в промышленности СССР была в 2,1 раза выше, чем в 1970 году. Повышение производительности труда было важным условием всех советских пятилеток. В результате, в советскую эпоху 900%-ое отставание от уровня производительности США сократилось до 65-70%, с вариациями по секторам.

## Производительность труда в Российской Федерации
В период между 1989-1997 годами производительность труда в России сокращалась. В период между 1999-2007 годами она увеличивалась в среднем на 6% в год и обеспечила 2/3 прироста ВВП на душу населения, в основном за счет повышения загрузки мощностей. В результате средняя величина производительности в России выросла с 18% от уровня США (по десяти секторам) в 1999 г. до 26% в 2007 г. (по пяти секторам). По отраслям производительность труда в России составляла: 33% от уровня США — в сталелитейной промышленности, 31% — в розничной торговле (отставание здесь во многом объяснялось более широким распространением мелкоформатной торговли), 23% — в розничном банковском бизнесе, 21% — в жилищном строительстве и 15% — в электроэнергетике. Оставшаяся треть прироста ВВП на душу населения происходила за счёт увеличения числа занятых в экономике. С 1998 по 2007 год их число выросло на 13%. Снижение уровня безработицы служило стимулом к массовому притоку трудовых мигрантов из стран СНГ.

### Международные сравнения

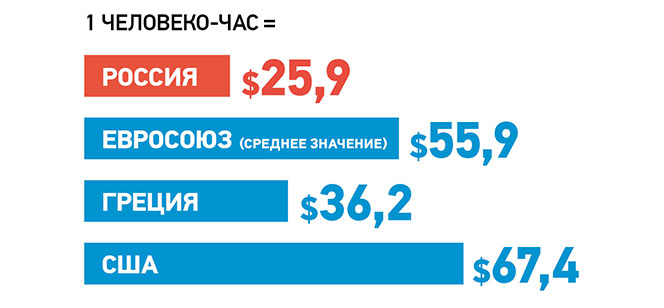
Производительность труда в 2014 году, 1 человеко-час (по данным ОЭСР)

Среди стран СНГ РФ является безусловным лидером по общему показателю производительности труда. Далее следует Белоруссия, а за ней находятся Казахстан, Азербайджан, Армения, Украина, Молдавия, Таджикистан. Ближайшими соседями России по уровню показателя «ВВП на работника» являются, по нарастающей, Польша, Венгрия, Чехия, Германия, Франция, США.. Но и здесь уместны важные оговорки. К примеру, мифически высокий показатель производительности труда во Франции критикуется многими экспертами как не вполне соответствующий действительности. Дело в том что показатель безработицы во Франции (11 %) уже многие годы превышает среднероссийский (6 %). Объясняется это тем что по целому ряду причин малопродуктивные работники во Франции долгие годы не могут трудоустроиться ни в одном секторе экономики страны, а потому их низкая продуктивность не включается в общий показатель страны, искусственно завышая его. Уровень безработицы в США (8-9 %) на протяжении последних 5 лет также существенно превышает российский показатель. Так как значительная часть представителей расовых и этнических меньшинств страны имеет хронически высокий (12-13 %) уровень долговременной безработицы, их показатели продуктивности также не отражаются в конечной статистике.

### По секторам
Ситуация по различным секторам может значительно отличаться от среднего уровня. Так, сельское хозяйство в России, с его уже разрушенной системой колхозов и совхозов при ещё не устоявшемся фермерстве, является сектором с крайне низкой производительностью труда. В среднем каждый занятый в этой отрасли экономики производит продукции на $17 тыс. в год, в то время как в США — $108 тыс. долларов, в Бразилии — $103 тыс., в Белоруссии — $29 тыс., в Польше — $46 тыс., на Украине — около $16 тыс., а в Австралии и Канаде — по $81 тыс. Российский финансовый сектор ($62 тыс. в год на работника) в мае 2013 года был 3-3,5 раза менее производителен, чем во Франции, Бельгии, США и Нидерландах. Но при этом его отставание от британского сектора было меньше уже только в 2,5 раза, а от японского (для которого также характерна низкая безработица) — лишь на треть. При этом финансисты Турции, Венгрии, Болгарии, Латвии, Эстонии, и Казахстана были несколько производительнее своих коллег из РФ.

## Проблемы и перспективы
Во время экономического бума 1999-2007 годов темпы роста денежных доходов населения России в 2–3 раза превышали темпы роста производительности труда работников страны, что поставило под угрозу будущую конкурентоспособность российской экономики. Кризис 2009 года позволил несколько сгладить это различие. Другой проблемой российской экономики являются последствия промышленного развала, который идёт с 1990-х годов и продолжается по настоящее время, когда значительная часть высококвалифицированной рабочей силы выталкивается из уничтожаемых крупных, технологически продвинутых и более производительных предприятий в мелкоформатный частный сектор. Он практически не имеет стимула к технологическим инновациям, предлагает бедный набор низкоквалифицированных профессий, часто работающих с «чёрным налом» (уличные торговцы, «челноки», охранники, таксисты, прислуга, аниматоры, официанты).
В 2017 году на президентском совете по стратегическому развитию и приоритетным проектам Министр экономического развития Максим Орешкин озвучил ключевые проблемы сохранения низкой производительности российской экономики: низкий уровень управленческих и технологических компетенций у предприятий, неразвитость механизмов проектного финансирования, административные барьеры и высокие социальные риски массовых сокращений. Для их решения министерством был разработан проект «Повышение производительности труда и поддержка занятости», реализация которого рассчитана до 2025 года. Инициатива предлагает комплексный подход, включающий проведение аудита финансово-хозяйственной деятельности на средних предприятиях – участниках программы с целью определения резервов повышения производительности труда, введение региональных налоговых льгот, субсидирование процентных ставок по кредитам на цели, связанные с ростом производительности труда (например, на модернизацию производства), а также обучающие программы на предприятиях. 
Успешная реализация проекта в 2017-2018 годах (из 200 предприятий из 16 регионов страны, 70% прогнозировали рост производительности на 10%, рост выручки при этом составил 13%, рост налогооблагаемой базы на прибыль – 18%) позволила ему стать основой национального проекта «Производительность труда и поддержка занятости» к 2024 году. 